# کنزبک
کنزبک (به آلمانی: Knesebeck) یک منطقهٔ مسکونی در آلمان است که در ویتینگن واقع شده‌است. کنزبک ۲٬۷۹۵ نفر جمعیت دارد.